# Élise Bussaglia
Élise Bussaglia (Sedan, 24 settembre 1985) è un'ex calciatrice francese, di ruolo centrocampista.
Plurititolata, prima del ritiro dell'aprile 2020 ha giocato sia nel campionato francese che in quello tedesco, con il Wolfsburg, e quello spagnolo, nel Barcellona, ottenendo importanti risultati sia a livello nazionale che internazionale: quattro titoli francesi, uno tedesco, sette Coppe di Francia e una della Regina, nonché il titolo di Campione d'Europa per club con l'Olympique Lione al termine della stagione 2011-2012.
Dal 2003 ha inoltre indossato la maglia della nazionale del suo paese, prima a livello giovanile, vincendo il campionato europeo Under-19 di Germania 2003, per passare ben presto a quella della nazionale maggiore, disputando con quest'ultima, fino al 2019, quattro campionati europei, tre mondiali e due olimpiadi, e ottenendo alcuni trofei ad invito, due Cyprus Cup, nel 2012 e 2014, e una SheBelieves Cup, nel 2017.

## Palmarès

### Club

#### Titoli nazionali
- Campionato francese: 4

FCF Juvisy: 2005-2006
Olympique Lione: 2012-2013, 2013-2014, 2014-2015
- Campionato tedesco: 1

Wolfsburg: 2016-2017
- Coppa della Regina: 1

Barcellona: 2018
- Coppa di Francia: 7

FCF Juvisy: 2004-2005
Montpellier: 2006-2007, 2008-2009
Paris Saint-Germain: 2009-2010
Olympique Lione: 2012-2013, 2013-2014, 2014-2015

#### Titoli internazionali
- UEFA Women's Champions League: 1

Olympique Lione: 2011-2012

### Nazionale
- Cyprus Cup: 2

2012, 2014
- SheBelieves Cup: 1

2017
- Campionato d'Europa under 19: 1

2003

### Individuali
- Trophées UNFP du football: 1

Division 1 Féminine: 2011